# Xanthorhoe purpureofascia
Xanthorhoe purpureofascia är en fjärilsart som beskrevs av Inoue 1982. Xanthorhoe purpureofascia ingår i släktet Xanthorhoe och familjen mätare. Inga underarter finns listade i Catalogue of Life.